# Gisle Surssons saga
Gisle Surssons saga (på isländska Gísla saga Súrssonar) är en av de klassiska islänningasagorna. Med hänsyn till såväl innehåll som stil och komposition hänför professor Finnur Jónsson Gisle Surssons saga till "den äldsta och bästa gruppen av isländska familjehistorier", som anses härröra från senare hälften av 1100-talet eller tiden omkring 1200. Författaren är okänd liksom fallet är för nästan alla islänningasagor, men det kan med säkerhet antagas att han varit bosatt i den del av Island, där sagan utspelas, och med sannolikhet att han tillhört det andliga ståndet.
Sagan finns bara bevarad från huvudhandskrifter från 1400-talet i två något olika versioner. Sagan utgavs på isländska av Benedikt Sveinsson i serien Islendinga sögur, Reykjavik, 1922. Texten har också på isländska kritiskt bearbetats av Finnur Jónsson.

## Sagans dignitet
Sagan om Gisle Sursson räknas ofta som en av de bästa fornisländska släktsagorna. Detta omdöme grundar sig inte bara på de historiskt värdefulla skildringarna av den sista hednatidens sedvänjor, till exempel holmgångarna, högsättningarna och förfarandet, när man ingick fostbrödralag, utan även på den konstnärligt behärskade kompositionen. Författarens sympati för sagans hjälte synes bland annat i skildringen av hans tilltagande oro och allt mer hotfulla drömmar eller i den goda vänskapen mellan honom och Vestein samt i teckningen av hans mycket ädla maka Aud. Författarens sympati för Gisle framgår också av formuleringar såsom "Sant har det sagts, att det inte har funnits en duktigare och oräddare man än Gisle. Men ändå hade han inte lyckan med sig", och i texten efter slutstriden, "Så slutade Gisles liv, och det har påståtts av alla, att han var den manligaste kämpe, fast han inte i allt hade god lycka."
Det råder mycket skiftande meningar om de historiska islänningasagornas sanningshalt. Detta gäller även Gisles saga. Det har emellertid visat sig, att vissa av sagornas beskrivningar av orter i Norge och på Island vid undersökning på ort och ställe har kunnat bekräftas. Detta är även fallet med Gisle Surssons saga. De orter i Nordmöre, som nämnes i sagans första del, har av en kritisk forskare i Norge kunnat utpekas. Och en isländsk fornforskare har på 1880-talet gjort grävningar på några av de platser, som enligt sagan har varit tillhåll för Gisle, och ansett sig få åtskilliga av sagans orts- och platsuppgifter bestyrkta. Vidare förekommer den beskrivning i slutet av sagan, då Eyjolf beger sig till Bork 'den tjocke' för att berätta för honom om Gisles fall, i nästan samma form i Eyrbyggarnas saga.

## Översikt
Enligt de tidsbestämningar, som meddelas i sagan, ska Gisle ha kommit till Island omkring år 952 ("då konung Håkon Adalsteinsfostre rådde över Norge och det led mot slutet av hans dagar"). Dråpet på Torgrim borde ha ägt rum 964 och fredlöshetstiden för Gisle varade från 965 till 978 eller 979, tiden för hans fall.
Även om sagan bara finns bevarad i fullständig form från senare manuskript från 1400-talet, nedtecknades den förmodligen i början av 1200-talet medan händelserna ägde rum mellan åren 950 och 980. Gisle Surssons saga är en klassisk saga om laglöshet och fredlöshet, som centreras kring Gisle, sagans protagonist. Allteftersom Gisles öde utvecklas erfar han konfliktartade känslor kring trohet, hat och komplicerade känslomässiga band. Till skillnad från många typiska islänningasagor använder sig Gisles saga av det temat med hämnd eller vedergällning, som splittrar lojaliteten inom familjen istället för att stärka familjebanden.

## Sammanfattning av handlingen

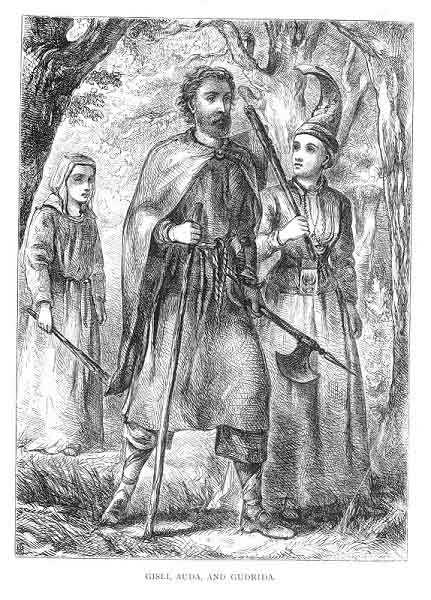
Illustration av Gisle med Aud och deras fosterdotter Gudrid från den engelska översättningen av George Webbe Dasent år 1866

Omkring år 952 bestämmer sig Gisle Sursson och hans familj att lämna Norge och flytta till Island. Ungefär 10 år senare dödar Gisle som hämndåtgärd sin systers man Torgrim för hans förmodade inblandning i dråpet av Vestein, Gisles vän och hustrus bror. Som följd av mordet på Torgrim förklaras Gisle för fredlös. Han tvingas på flykt, som varar under tretton år.
Sagan börjar med tre bröder, Gisle,Torkel och Are, och deras svågrar, Vestein och Torgrim, som förenades i en ceremoni av betydelse för deras ömsesidiga lojalitet. Denna ceremoni, känd som den traditionellt svurna eden om fostbrödralag, blev emellertid inte fullständigt genomförd eftersom Torgrim tar tillbaka sina åtaganden gentemot Vestein, vilket i sin tur får Gisle att förneka sitt band till Torgrim. Från denna händelse syns huvudpersonernas åtgärder styras av ödet i en tragisk bana. 
En kedja av hemska händelser sätts i rörelse när Torkel hör sin hustru, Asgerd, och Aud, Gisles hustru, skvallra om en kärlek som Asgerd haft innan hon blev gift. När Asgerd avslöjar att hennes tidigare kärlek varit Auds broder, Vestein, blir Torkel ursinnig och beslutar att flytta iväg från den gård, som han och Gisle delade. Torkel och Asgerd flyttar till en närliggande gård, som ägs av Torgrim. Vid sin ankomst håller Torkel ett möte med Torgrim för att diskutera olika frågor, kanske till och med mordet på Vestein. Informationen är emellertid ej helt klar. Strax efter att Torkel flyttat in hos Torgrim, kommer Vestein tillbaka till Gisles gård för att besöka familjen. Aud förklarar för Gisle vad hon och Asgerd hade skvallrat om och hur Torkel hört deras konversation. Gisle försöker att varna Vestein att inte komma tillbaka till byn eftersom det inte är säkert för honom. Olyckligtvis erhåller inte Vestein varningen i tid och han anländer till byn. Strax därefter mördas han en natt i sömnen i Gisles hus. Gisle rusar in i huset och drar spjutet ur Vesteins bröst, därigenom markerande att han är den som ska hämnas mordet på Vestein. Även om identiteten på mördaren aldrig avslöjas jagas Gisle av drömmar, som gör honom övertygad om att mördaren var Torgrim. I dessa drömmar förekommer en symboliskt god och ond kvinna, som syns styra Gisles handlande.
För att hämnas Vesteins död, mördar Gisle Torgrim i hans säng och flyr ut i natten utan att bli upptäckt. Tordis, Gisles syster som därmed blivit änka, misstänker att Gisle är den som mördat hennes make och hennes agerande påverkar att han förklaras fredlös. När Gisle förklarats fredlös ger han sig på flykt från de män som vill döda honom. Förföljarnas uppgift visar sig mycket svårare än beräknat då de antingen inte lyckas lokalisera Gisle vid hans olika gömställen eller då han visar sig starkare än flera tillsammans i strid. Medan Gisle är på flykt beslutar Vesteins två söner att söka hämnd för mordet på deras fader. De två pojkarna mördar Torkel, Gisles bror, men Gisle beslutar att inte jaga dem eftersom de är Auds släktingar.
Aud, Gisles hustru, förblir lojal genom hela sagan och vägrar att avslöja sin makes gömställe, till och med när hon erbjuds trehundra silverpenningar för sin vetskap. Gisles drömmar fortsätter att plåga honom, och till sist kan han inte fly från sina problem och de personer som jagar honom. Efter att Gisle till sist upptäckts kämpar Aud sida-vid-sida med sin make tills han dödas i en slutlig mycket svår kamp. Också efter att Gisle är död, hedras och respekteras han fortfarande för att ha varit en lojal och hederlig man. Sagan förtäljer om den sista kampen "att ingen kunde märka, att hans sista hugg var svagare än det första". Så snart Gisle mött sin död får han syster Tordis samvetskval över mordet på honom och hugger Eyjolf i benet. Efter att Bork vridit svärdet ur hennes hand och försökt lugna ner gruppen, förklarar sig Tordis skild från Bork och lämnar huset. Aud tillsammans med Gunhild, änka efter Vestein, beger sig från Island först till Norge och kort därefter till Hedeby i Danmark där de omvänder sig till den kristna läran, "vallfärdade söder ut och kommo aldrig åter" till Island.

## Personer
| Person  | Information |
| ------- | --- |
| Gisle   | Sagans protagonist som bestämmer sig för att söka hämnd för mordet på Vestein. Han mördar Torgrim eftersom han tror att denne är Vesteins mördare. Gisle förklaras fredlös genom agerande av hans egen syster.                                                                |
| Aud     | Gisles hustru och Vesteins syster. Aud förblir lojal gentemot sin make och riskerar flera gånger sitt eget liv för Gisles skull. |
| Torkel  | Gisles broder som bor på en gård med Torgrim. Torkel väljer att hjälpa Gisle då denne är fredlös men Torkels hjälp är begränsad. Vesteins två söner, som söker hämnd för mordet på Vestein, dödar Torkel.                                                                     |
| Åsgerd  | Torkels hustru. Hon inleder en kedja av tragiska händelser när Torkel avlyssnar hennes avslöjande om sin tidigare kärlek till Vestein. |
| Vestein | Vestein är Gisles svåger (Auds bror) och bäste vän, som mördas i sömnen i Gisles hus. |
| Tordis  | Torgrims hustru och syster till Gisle. Efter mordet på Torgrim gifter hon om sig med Bork och manar honom att ta hämnd för mordet på hans broder Torgrim genom att se till att döda Gisle.                                                                                    |
| Torgrim | Tordis make och Vesteins misstänkte mördare. Vägrade att gå i ed med Vestein eftersom han kände att det skulle skapa problem för honom. |
| Bork    | Kallad Bork 'den tjocke', Tordis andra make och Torgrims broder. Han beslutar att söka hämnd på Gisle över Torgrims död. Bork anlitar Eyjolf och ber "att han skulle leta upp Gisle och dräpa honom i hans fredlöshet" och Bork betalar honom tre hundraden silver för detta. |
| Eyjolf  | Kallad Eyjolf 'den grå', Borks vän, storman och ledare av en grupp män, som jagar efter Gisle. |
| Helge   | Spejare och en av Eyjolfs män. |

## Manuskript och första tryckning
Gisle Surssons saga finns bäst bevarad i pergamentshandskriften AM 556 a 4to. från slutet av 1400-talet. Denna bevaras av Árni Magnússon-institutet för isländska studier i Reykjavik. Ytterligare fyra lösa membranblad finns (AM 445 c 4to.) från omkring år 1400. En sentida version finns i en pappershandskrift (AM 149 fol.). Sagan trycktes först i Hólar år 1756.

## Översättningar till svenska
- Fornnordiska sagor / i svensk bearbetning af A.U. Bååth ; illustrerade af Jenny Nyström... Stockholm: Beijer. 1886. Libris 1625946. http://cornelius.tacitus.nu/sagor/gisle-sursson/1.htm
- Isländska sagor. [Bd 2], Gisle Surssons saga. Grette Asmundssons (den starkes) saga / [översättning: Hjalmar Alving]. Stockholm: Bonniers. 1936. Libris 8201894
- Gisle Surssons saga / från fornisländskan av Josua Mjöberg. Skrifter / utgivna av Modersmålslärarnas förening, 0345-0120 ; 65. Lund: Gleerup. 1945. Libris 671466
- Gisle Surssons saga / översättning: Åke Ohlmarks ; kommentarer: Hugo Rydén. Svensklärarserien, 0349-3563 ; 189. Stockholm: Biblioteksförlaget. 1984. Libris 7419426. ISBN 91-542-1000-3
- Gisle Surssons saga / översättning från isländskan av Mats Malm.. Stockholm: Fabel. 1993. Libris 7668206. ISBN 9178421462

## Filmatisering
År 1981 filmatiserades Gisle Surssons saga med titeln Till sista blodsdroppen (Útlaginn), regisserad av Ágúst Guðmundsson. Arnar Jónsson spelade rollen som Gisle.